# Liste der Ehrenbürger von Neuötting
Die Ehrenbürgerwürde ist die höchste kommunale Auszeichnung der Stadt Neuötting. Mit ihr werden Bürger ausgezeichnet, die sich um das Ansehen der Stadt herausragende Verdienste erworben und ihre Entwicklung entscheidend beeinflusst haben. Rechtliche Grundlage ist seit dem 21. Juli 1967 die Satzung über Ehrungen und Auszeichnungen der Stadt Neuötting. Neben der Ehrenbürgerschaft vergibt die Stadt auch eine Bürgermedaille.
Seit 1901 wurden folgende Personen zu Ehrenbürgern ernannt. Die während der Zeit des Nationalsozialismus an Fritz Blachian verliehene Ehrenbürgerschaft wurde am 26. März 1947 wieder aberkannt, da es vom Großteil der Einwohner missbilligt wurde, wenn treueste Anhänger und bedeutende Nutznießer des Dritten Reiches eine solche Ehrung im demokratischen Deutschland beibehalten.
Hinweis: Die Auflistung erfolgt chronologisch nach Datum der Zuerkennung. Laut Homepage der Stadt und Lokalpresse erfolgten zwischen 1958 und 2015 keine Verleihungen.

## Die Ehrenbürger der Stadt Neuötting
1. Heinrich Dachs (* 8. Juli 1829; † 31. Mai 1901 in Neuötting)
Geistlicher Rat, Stadtpfarrer
Verleihung am 17. April 1901
Die Ernennung zum Ehrenbürger erfolgte in dankbarer Anerkennung für sein langjähriges segensreiches Wirken als Stadtpfarrer und zum Beweise der Liebe und Verehrung.
2. Wolfgang Neubig (* 5. Juli 1847; † 28. Oktober 1930)
Stadtobersekretär
Verleihung am 17. Juli 1915
Neubig wurde nach 31-jähriger Tätigkeit für seine in so langer Zeit und schwierigsten Verhältnissen der Stadt geleisteten wertvollen Dienste sowie für seine unablässigen Bestrebungen zur Hebung und Förderung der Interessen der Stadt zum Ehrenbürger ernannt.
3. Martin Bittl (* 8. Oktober 1863; † 13. März 1929)
Kaufmann
Verleihung am 23. August 1916
Bittl wurde in dankbarer Anerkennung seiner großen Verdienste um das Wohl der Stadt und ihrer Einwohner, seine Opferfreudigkeit für alles Gute und Schöne und seine werktätige Liebe zu den Armen geehrt.
4. Matthäus Zeheter (* 1. Juni 1853; † 5. Dezember 1919)
Bezirksoberlehrer
Verleihung am 23. August 1916
Zeheter wurde in dankbarer Anerkennung seiner aufopferungsvollen ersprießlichen Tätigkeit als Jugendbildner während seiner 43-jährigen Tätigkeit ausgezeichnet.
5. Otto Wirth (* 25. Januar 1861; † 4. Juni 1929)
Regierungsrat
Verleihung am 20. Juni 1917
Wirth war lange Jahre Vorstand des Kgl. Bezirksamts Altötting. Er wurde in dankbarer Anerkennung für seine fürsorglichen Bemühungen um die gedeihliche Entwicklung des Amtsbezirks in 25 Jahren, nicht zuletzt auch der Stadt Neuötting, zum Ehrenbürger ernannt.
6. Franz Leeb (* 23. November 1846; † 15. Februar 1929)
Geistlicher Rat, Stadtpfarrer
Verleihung am 17. Dezember 1919
Leeb wurde in Anerkennung seiner unvergänglichen Verdienste um die Stadt, die seine schriftstellerische Tätigkeiten auf lokalhistorischem Gebiet von der Vergessenheit entrissen, die Ehrenbürgerschaft verliehen.
7. Eduard Wirschütz (* 18. Februar 1868; † 15. Januar 1956)
Kaufmann
Verleihung am 27. Oktober 1926
Wirschütz hat viele Beweise der Anhänglichkeit zu seiner Vaterstadt und der großen Opferwilligkeit erbracht.
  - Fritz Blachian (* 10. September 1872; † 7. April 1948)

Goldschmied
Verleihung am 7. September 1933, aberkannt am 26. März 1947
Die Verleihung erfolgte in dankbarer Anerkennung seiner langjährigen Dienste als Bürgermeister der Stadt Neuötting während der Kriegs- und Nachkriegsjahre (1918–1924) und seiner beispielgebenden Haltung während der nationalsozialistischen Kampfzeit. Zugleich wurde die alteingesessene hochangesehene Bürgerfamilie Blachian geehrt, die zu allen Zeiten der Stadt Neuötting und dem Staat wertvolle Dienste geleistet hat.
8. Otto Niedermayer sen. (* 27. April 1880; † 15. April 1945)
Buchdruckereibesitzer
Verleihung am 26. Februar 1937
Niedermayer wurde in dankbarer Anerkennung seiner großen Verdienste als 1. Bürgermeister während seiner 20-jährigen ehrenamtlichen Tätigkeit und in Würdigung seiner vorbildlichen Tätigkeit als Betriebsführer, seine großzügigen Opfer, sowie seine soziale und lautere Gesinnung zum Ehrenbürger ernannt.
9. M. Orbana Aigner (* 21. März 1889; † 6. April 1971)
Oberin der Barmherzigen Schwestern vom Hl. Vinzenz vom Paul des Städtischen Krankenhauses Neuötting
Verleihung am 14. März 1957
Aigner war 43 Jahre im Städtischen Krankenhaus tätig, zunächst als Operationsschwester, seit dem 31. Juli 1929 als Oberin. In dieser langen Tätigkeit hat sie sich mit ungewöhnlicher Leistung im Dienst der Krankenpflege so viele Verdienste erworben, dass eine mit der Verleihung der Ehrenbürgerschaft eine Dankesschuld erfüllt wurde. In das selbstlose verantwortungsreiche und aufopfernde Wirken fallen der Zweite Weltkrieg und zwei schwere Typhusepidemien 1946 und 1948.
10. Wilhelm Wurm (* 19. Mai 1930; † 29. Oktober 2022)
Altbürgermeister der Stadt Neuötting
Verleihung am 21. März 2016
Wurm war 52 Jahre für die Stadt tätig und stand unter anderem vier Amtszeiten als Bürgermeister an der Spitze der Kommune.[1]

## Quelle
- Karlheinz Spielmann: Ehrenbürger und Ehrungen in der Bundesrepublik. 1965